# Ənvər Əlixanov
Ənvər Nəzər oğlu Əlixanov (ur. 30 kwietnia 1917 w Baku, zm. 1992) – radziecki i azerski polityk, przewodniczący Rady Ministrów Azerbejdżańskiej SRR w latach 1961–1970.

## Życiorys
Skończył technikum naftowe w Baku i Azerbejdżański Instytut Przemysłowy i został inżynierem-geologiem (1941), kursant szkoły artylerii w Tbilisi w 1941, od grudnia 1941 szef sztabu dywizjonu artyleryjskiego Armii Czerwonej na Krymie i Froncie Północnokaukaskim, od 1942 starszy geolog przemysłu naftowego w Baku, od 1943 w WKP(b), od 1945 instruktor wydziału naftowego KC Komunistycznej Partii (bolszewików) Azerbejdżanu, 1946–1947 zastępca kierownika wydziału naftowego miejskiego komitetu partyjnego w Baku, 1947–1948 II, następnie I sekretarz rejonowego komitetu partyjnego w Baku, 1950–1951 kierownik wydziału przemysłu ciężkiego KC KP(b)A, później na kierowniczych stanowiskach w koncernie "Azneftkəşfiyyat", 1954–1958 wiceminister, następnie minister przemysłu naftowego Azerbejdżańskiej SRR, od 1959 sekretarz KC Komunistycznej Partii Azerbejdżanu. Od 1965 doktor, od 1967 profesor nauk geologiczno-mineralogicznych. Od 29 grudnia 1961 do 10 kwietnia 1970 przewodniczący Rady Ministrów Azerbejdżańskiej SRR. Później dyrektor Instytutu Geologii Akademii Nauk Azerbejdżańskiej SRR. W latach 1966–1971 kandydat na członka KC KPZR. Deputowany do Rady Najwyższej ZSRR 6 i 7 kadencji.

## Odznaczenia i nagrody
- Order Lenina (dwukrotnie)
- Order Wojny Ojczyźnianej II klasy
- Order Czerwonego Sztandaru Pracy
- Nagroda Leninowska (1961)